# Baptisterium v Cremoně
Baptisterium v Cremoně (italsky Battistero di Cremona) je církevní budova v lombardském městě Cremoně, v severní Itálii. Je připojena ke zdejší katedrále Nanebevzetí Panny Marie.
Jeho stavba roku 1167 ukazuje na spojení s kultem sv. Ambrože z Milána a symbolizuje osmý den zmrtvýchvstání a křest.
Má osmiúhelníkový půdorys a je postaveno ve směsi stylů románského a lombardského gotického (cihlové zdi). V 16. století proběhla rekonstrukce mramorového obložení stěn; chodníku a kropenky (1531) a narthexu vchodu v románském stylu (1588) - práce Angela Naniho.
Nad oltářem sv. Jana je krucifix ze 14. století a dvě dřevěné sochy zpodobňující sv. Filipa Neri a Jana Křtitele od Giovanni Bertesiho. U stropu je socha archanděla Gabriela z 12. století.